# Юсупов, Ринат Мухаметович
Рина́т Мухаме́тович Юсу́пов (баш. Ринат Мөхәммәт улы Йосопов, 1951—2011) — советский и российский учёный-этнолог и антрополог. Кандидат исторических наук, профессор. Почётный гражданин г. Уфы (2003).

## Биография
Родился 12 ноября 1951 года в селе Исянгулово Зианчуринского района Башкирской АССР.
В 1975 году окончил Башкирский медицинский институт.
В 1977—1979 гг. — аспирант отдела антропологии Ленинградской части Института этнографии им. Н. Н. Миклухо-Маклая АН СССР (под рук. И. И. Гохмана), специализация — краниология.
С 1979 года работает в Отделе этнографии и антропологии Института истории, языка и литературы Башкирского филиала АН СССР.
В 1982 году защитил диссертацию на соискание учёной степени кандидата исторических наук по теме «Антропологический состав башкир по данным краниологии» (специальность 03.00.14 — антропология).
В 1993—2011 гг. — заведующий отделом этнологии и антропологии ИИЯЛ УНЦ РАН.

## Научная деятельность
Является основоположником башкирской школы антропологии древнего и современного населения Южного Урала, а также основателем крупнейшей в России краниологической коллекции по башкирам Республики Башкортостан и соседних областей (более 1500 черепов). Организатор и участник 14 антропологических экспедиций, в том числе двух международных (1983, 1989). Собранный материал составил основу краниологической коллекции, включающей 1,5 тыс. единиц с эпохи бронзы до современности. Его исследования по антропологии региона опубликованы в научных изданиях Финляндии, Швеции, Америки, Хорватии, Италии.
- Член ассоциации этнографов и антропологов России (Москва),
- Член Европейской ассоциации антропологов (Брюссель).

Область научных интересов: антропология, этнография, этническая история башкир.

### Научные труды

#### Монографии
- Юсупов Р. М. Краниология башкир. Л., 1989. 198 с.
- Юсупов Р. М. Материалы по краниологии башкир. Уфа, 1989. 243 с.
- Юсупов Р. М. Краниология женской субпопуляции башкир (2002)
- Юсупов Р. М. Башкиры (2002).
- Юсупов Р. М. Приуралье в эпоху Великого переселения народов. Уфа, 2004. (в соавт.)
- Юсупов Р. М. История башкир-гайнинцев села Елпачиха. — Уфа, 2009.

#### Башкирская энциклопедия
- Юсупов Р. М. Зауральские башкиры // Башкирская энциклопедия. Том 3. Уфа, 2007. С. 32-37.
- Юсупов Р. М. Иргизо-камеликские башкиры // Башкирская энциклопедия. Том 3. Уфа, 2007. С. 188—190 (в соавторстве).
- Юсупов Р. М. Малиев, Николай Михайлович // Башкирская энциклопедия. Том 4. Л — О. Уфа, 2008. С. 99.
- Юсупов Р. М. Обычное право // Башкирская энциклопедия. Том 4. Л — О. Уфа, 2008. С. 499—500.
- Юсупов Р. М. Онгон // Башкирская энциклопедия. Том 4. Л — О. Уфа, 2008. С. 523.
- Юсупов Р. М. Оран // Башкирская энциклопедия. Том 4. Л — О. Уфа, 2008. С. 532.
- Юсупов Р. М. Оренбургские башкиры // Башкирская энциклопедия. Том 4. Л — О. Уфа, 2008. С. 543—547 (в соавторстве).
- Юсупов Р. М. Пермские башкиры // Башкирская энциклопедия. Том 5. П — Советы. Уфа, 2009. С. 62-65.
- Юсупов Р. М. Племя // Башкирская энциклопедия. Том 5. П — Советы. Уфа, 2009. С. 101.
- Юсупов Р. М. Расогенез // Башкирская энциклопедия. Том 5. П — Советы. Уфа, 2009. С. 259.
- Юсупов Р. М. Род // Башкирская энциклопедия. Том 5. П — Советы. Уфа, 2009. С. 313—314.
- Юсупов Р. М. Родовое подразделение // Башкирская энциклопедия. Том 5. П — Советы. Уфа, 2009. С. 316.
- Юсупов Р. М. Родоплеменное объединение // Башкирская энциклопедия. Том 5. П — Советы. Уфа, 2009.
- Юсупов Р. М. Родоплеменная организация башкир // Башкирская энциклопедия. Том 5. П — Советы. Уфа, 2009. С. 316—317.
- Юсупов Р. М. Союзы башкирских племён // Башкирская энциклопедия. Том 6. С — У. Уфа, 2010. С. 38.
- Юсупов Р. М. Традиции // Башкирская энциклопедия. Том 6. С — У. Уфа, 2010. С. 316.

#### Статьи
на русском языке
- Юсупов Р. М. Новые материалы по краниологии башкир // Всесоюзная сессия по итогам полевых этнографических и антропологических исследований 1970—1979. Уфа, 1980. С. 92-93.
- Юсупов Р. М. Краниологическая характеристика башкир в сопоставлении с финно-угорскими и тюркскими народами // Вопросы этнической истории Южного Урала. Уфа, 1982. С. 101—131.
- Юсупов Р. М. Этноисторические связи башкир по данным краниологии // Этническая история тюркоязычных народов Сибири и сопредельных территорий. Омск, 1984. С. 56-59.
- Юсупов Р. М. О половом диморфизме и значении женских выборок черепов в антропологии (на примере краниологии башкир) // Источники по истории и культуре Башкирии. Уфа, 1986. С. 51-56.
- Юсупов Р. М. Краниологическое изучение башкир // Антропология и популяционная генетика башкир. Уфа, 1987. С. 77-95.
- Юсупов Р. М. К вопросу о форме и содержании процессов метисации на Южном Урале на рубеже I—II тыс.н. э. // Проблемы средневековой археологии Урала и Поволжья. Уфа, 1986. С. 86-94.
- Юсупов Р. М. Антропологический состав башкир и его формирование // Бикбулатов Н. В., Юсупов P.M., Шитова С. Н., Фатыхова Ф. Ф. Башкиры: Этническая история и традиционная культура. Уфа, 2002. С. 21-45.
- Юсупов Р. М. Основы расогенеза башкир // Международный конгресс этнографов и антропологов. Загреб, 2003.- на англ яз.
- Юсупов Р. М. Этно- и расогенез башкир: состояние и задачи // Народы Урало-Поволжья: история, культура, этничность. Уфа, 2003. С. 210—217.
- Юсупов Р. М. Соотношение процессов расогенеза и этногенеза башкир // Проблемы антропологии Евразии. СПб., 2004. С. 97-105.
- Юсупов Р. М. Палеоантропология Южного Урала // Проблемы антропологии Евразии. СПб., 2004. С. 136—145.
- Юсупов Р. М. Антропологический состав, расогенез башкир // Курган башкорттары. Уфа, 2004.
- Юсупов Р. М. Башкирские ораны (семантика, этимология) // Урал-Алтай: через века в будущее. Уфа, 2005.
- Юсупов Р. М. Этногеномика и филогенетические взаимоотношения народов Евразии // Вестник ВоГиС. Новосибирск, 2005, № 5. (в соавт.).
- Юсупов Р. М. Протокольная практика в Республике Башкортостан (в соавт.). Уфа, 2006.
- Юсупов Р. М. Боевая травматология и виды оружия в эпоху Золотой Орды // XV Конгресс Европейской ассоциации антропологов. Будапешт, 2006. — на англ. яз.
- Юсупов Р. М. Этногеномика башкир в системе популяций Восточной Европы // Проблемы этногенеза и этнической истории башкирского народа. Материалы Всероссийской научно-практической конференции. Уфа, 2006. С. 139—156. (в соавт.).
- Юсупов Р. М. Этнология башкир на рубеже тысячелетий (демография, история, этнонимия) // Проблемы этногенеза и этнической истории башкирского народа. Материалы Всероссийской научно-практической конференции. Уфа, 2006. С. 95-101.
- Юсупов Р. М. Башкиры в субъектах РФ, ближнем и дальнем зарубежье // Башкиры. История, культура, этнография. Атлас. 2007. С.430-434.
- Юсупов Р. М. Антропологическая характеристика современных башкир-гайнинцев // Урал-Алтай: через века в будущее. Уфа, 2008. Т.2. С. 289—296.
- Юсупов Р. М. К вопросу этимологии ойконима «Уфа» // Городские башкиры: прошлое, настоящее, будущее. Уфа, 2008. С. 276—281.
- Юсупов Р. М. Палеоантропология Прикамья и Южного Урала в связи с этногенезом башкир // Уфимский археологический вестник. Уфа, 2008.
- Юсупов Р. М. Ранние этапы этно- и расогенеза башкир (на англ. яз.) // VII Всемирный конгресс венгерского народа. Будапешт, 2008.
- Юсупов Р. М. Феномен Евразийства в этно- и расогенезе башкир (на примере башкир-гайнинцев). Панорама Евразии. 2008. С. 22-32.
- Юсупов Р. М. Антропологическая характеристика современных башкир-гайнинцев // Урал-Алтай: через века в будущее. Уфа, 2008. Т. 2. С. 289—296.
- Юсупов Р. М. Палеоантропология Прикамья и Южного Урала в связи с этногенезом башкир // Уфимский археологический вестник. Уфа, 2008.
- Юсупов Р. М. Изучение генетической структуры субпопуляций башкир по данным Alu-инсерционных полиморфных покусов (в соавторстве) // Медицинская генетика. Москва, 2008 № 8. С. 30-36.
- Юсупов Р. М. История расселения, демография, этноним // Башкиры-гайнинцы Пермского края. Уфа: «Гилем», 2008.
- Юсупов Р. М. Погребальный обряд // Башкиры-гайнинцы Пермского края. Уфа: «Гилем», 2008.
- Юсупов Р. М. Палеоантропология Южного Урала и вопросы происхождения башкир-гайнинцев // Башкиры-гайнинцы Пермского края. Уфа: «Гилем», 2008.
- Юсупов Р. М. Ранние этапы этно- расогенеза башкир и этнонимы «башкорт», «иштяк» // Этнос. Общество. Цивилизация. II Кузеевские чтения. — Уфа, 2009. — С. 216—219.
- Юсупов Р. М., Хуснутдинова Э. К. Феномен Евразийства в этногеномике башкир // Феномен Евразийства в материальной и духовной культуре, этнологии и антропологии башкирского народа. — Уфа: ИИЯЛ УНЦ РАН, 2009. — С. 104—110. (Совм. с).
- Юсупов Р. М. Палеоантропология Южного Урала в эпоху раннего железа // Феномен Евразийства в материальной и духовной культуре, этнологии и антропологии башкирского народа. — Уфа: ИИЯЛ УНЦ РАН, 2009. — С. 114—116.
- Юсупов Р. М. Феномен Евразийства в материальной и духовной культуре, этнологии и антропологии башкирского народа // Вестник Академии наук Республики Башкортостан. — № 3.
- Юсупов Р. М. Происхождение понтийского антропологического типа у башкир и этнонимов «башкорт», «иштек» // Материалы I Международного конгресса средневековой археологии Евразийских степей. Казань, 2009.
- Юсупов Р. М. Обряд обрезания у башкир // Полевые этнографические исследования. Материалы VIII Санкт-Петербургских этнографических чтений. Санкт-Петербург, 1-3 декабря 2009 г. СПб., 2009. (в соавт.).
- Юсупов Р. М. Древние корни этно- и расогенеза башкир и происхождение этнонимов «башкорт» и «иштяк» // Проблемы востоковедения. 2009. Том 14. № 4. С. 59-62.
- Юсупов Р. М. О находке человеческого черепа из пещеры Шульган-Таш (Каповой) // Природное-культурное наследие Южного Урала как инновационный ресурс / Всероссийская научно-практическая конференция. Уфа, 2010. С. 107—112 (в соавторстве).
- Юсупов Р. М. Антропологическая характеристика башкирского народа // История и культура народов Евразии: прошлое, настоящее, будущее / Международная научно-практическая конференция. Уфа, 2010. Часть 2. С. 227—230.
- Юсупов Р. М. Проблемы этногенеза и этнической истории башкирского народа: состояние и задачи // Проблемы этнической истории и культуры тюрко-монгольских народов. Сборник научных трудов. Элиста, 2010. Выпуск II. С. 22-30.
- Юсупов Р. М. Антропология башкир и палеоантропология Южного Урала // Городские башкиры: проблемы языка и демографии / VI Межрегиональная научно-практическая конференция. Уфа, 2010. С. 337—340.
- Юсупов Р. М. Об истоках понтийского типа в антропологии у башкир и этнонимов «башкорт» и «иштек» // «Кадырбаевские чтения — 2010» / II Международная научная конференция. Актобе, 2010. С. 169—172.
- Юсупов Р. М. Проблемы этногенеза и этнической истории башкирского народа. Состояние и задачи // Кадырбаевские чтения — 2010: II Международная научная конференция. Актобе, 2010. С. 172—177.
- Юсупов Р. М. К вопросу об этно- и расогенезе башкир-гайнинцев Пермского края // Проблемы востоковедения. 2010. Том 15. № 1. С. 28-38.
- Юсупов Р. М. Образ Салавата Юлаева по данным антропологии // Проблемы востоковедения. 2010. Том. 15. № 2. С. 51-54.
- Юсупов Р. М. Кладбища и погребальный обряд башкир как отражение пережитков доисламских верований башкир // Исламская цивилизация в Волго-Уральском регионе / IV Международный симпозиум. Уфа, 2010. С. 271—275.
- Юсупов Р. М. Пережитки доисламских верований в погребальном обряде башкир // «Урал-батыр» и фольклорное наследие народов мира / Международная научно-практическая конференция. Уфа, 2010. Часть 2. С. 199—204.
- Юсупов Р. М. Башкиры // Родина. 2010. Специальный выпуск, посвящённый РБ. С. 114—121.

на других языках
- Y-chromosome diversity in Southern Urals: A geographic border between Europe and Asia // Abstracts of the 5th ISABS Conference in Forensic Genetics and Molecular Anthropology. Split, 2007. P. 67.
- Y chromosome analysis in subpopulations of Bashkirs from Russia // Abstracts of the 39th European Human Genetics Conference. Nice, 2007. European Journal of Human Genetics. 2007. V. 15. P. 286.
- The Role and value of sexual dimorphism in Homo sapiens populations // 16th Congress of the European Anthropological Association. Odense, 2008. P. 161—164.
- Юсупов Р. М. Изучение генетической структуры субпопуляций башкир по данным Alu-инсерционных полиморфных покусов (в соавторстве) // Труды XVI конгресса Европейской ассоциации антропологов. Оденса, 2008. — на англ. яз.
- Ancient stages of ethnogenesis of the Bashkorts and ethnology of the word «bashkort» // 7-th Hungarians World Congress. Budapest, 2008. P.256.
- Altın Orda ve Başkurtlar (Tarihî-Antropolojik İncelemen) // Tarihten Bugne Başkurtlar. Tarih, Dil ve Kültür Üzerine İncelemeler. İstanbul, 2008, S. 92-95.
- Юсупов Р. М. Изменчивость У-хромосомы среди башкир на Южном Урале и народов Евразии // Генетика человека. Нью-Йорк, 2008. — на англ. яз.
- The genetic history and anthropology of Bashkir population // The American Society of Human Genetics, USA, 2008. P. 138—139.
- Y-chromosome diversity in Southern Ural Bashkirs // Human genome meeting. Hyderabad, India. 2008. P. 119—120.

#### Составление и научная редакция
- «Сравнительная антропология башкирского народа»,
- «Антропология и популяционная генетика башкир» (1987),
- «Материалы к антропологии Уральской расы» (1991).

#### Другое
- Юсупов Р. М., Шитова С. Н., Султангареева Р. А. Башкирская юрта. Метод. пособие. Уфа, 2008. В соавт. с .
- Юсупов Р. М. Историческая антропология Южного Урала и формирование расового типа башкир. Уфа, 1991. 35 с.